# João Paulo (Fußballspieler, Januar 1981)
João Paulo Daniel, genannt João Paulo, (* 12. Januar 1981 in Araras) ist ein ehemaliger brasilianischer Fußballspieler.

## Karriere
Seine Profikarriere begann im Jahr 2000 beim brasilianischen Fußballverein Paulista FC. 2002 verließ João Paulo Paulista FC, kehrte jedoch nach zwei Jahren und zwei Stationen in Brasilien (União São João EC, EC Juventude) wieder zurück. Ein weiteres Jahr später kam João Paulo nach Europa in die Schweiz zu Servette Genf, doch als der Verein Konkurs anmelden musste, wechselte er ein halbes Jahr später nach Spanien zum CF Ciudad de Murcia. Von dort kam er als Ausleihe in der Saison 2005/06 zu den Young Boys Bern, die ihn später fest verpflichteten. In der Rückrunde der Saison 2006/07 wurde er an Racing Straßburg verliehen, die ihn jedoch nicht verpflichteten. Nach einem weiteren halben Jahr bei den Young Boys Bern, spielte er ab Januar 2008 ein Jahr lang für Neuchâtel Xamax. Nach Ende seines Vertrages fand er jedoch keinen Klub, der ihn verpflichten wollte. Also war João Paulo zehn Monate vereinslos, bevor er vom portugiesischen Verein Portimonense SC bis zum Saisonende unter Vertrag genommen wurde. Danach kehrte er nach Brasilien zurück. Erst spielte er bis zum September 2010 Desportivo Brasil, dann bis zum Ende des Jahres bei AD São Caetano, bevor er im Januar 2011 zu Pão de Açúcar EC wechselte. Im Juli 2011 wagte João Paulo noch einmal den Weg ins Ausland. Er spielte in der Saison 2011/12 für Wisła Płock in der zweithöchsten Spielklasse in Polen. Nach dem Abstieg der Mannschaft im Sommer 2012 war João Paulo vereinslos.

## Erfolge
Bei den Young Boys Bern schoss er in der Saison 2005/06 19 Tore und wurde hinter Alhassane Keita Zweiter der Torschützenliste.